# بخش آلگ
بخش آلگ (به عربی: مقاطعة ألاک) یک منطقهٔ مسکونی در موریتانی است که در استان براکنه واقع شده‌است.